# Jastriebki (przystanek kolejowy)
Jastriebki (ros. Ястребки) – przystanek kolejowy w miejscowości Jastriebki, w rejonie odincowskim, w obwodzie moskiewskim, w Rosji. Położony jest na Wielkim Pierścieniu Kolei Moskiewskiej.
Dawniej stacja kolejowa.